# Giovanni Paolo Gaspari
Giovanni Paolo Gaspari (* 1712 Venedig; † 1. Mai 1775 München, abweichend und von E. Nölle widerlegt auch: 1714–1780) war ein italienischer Theatermaler („Maschinenmaler“), -dekorateur und Bühnenarchitekt. Er arbeitete in Bayreuth, Erlangen, Bonn, Köln und München.

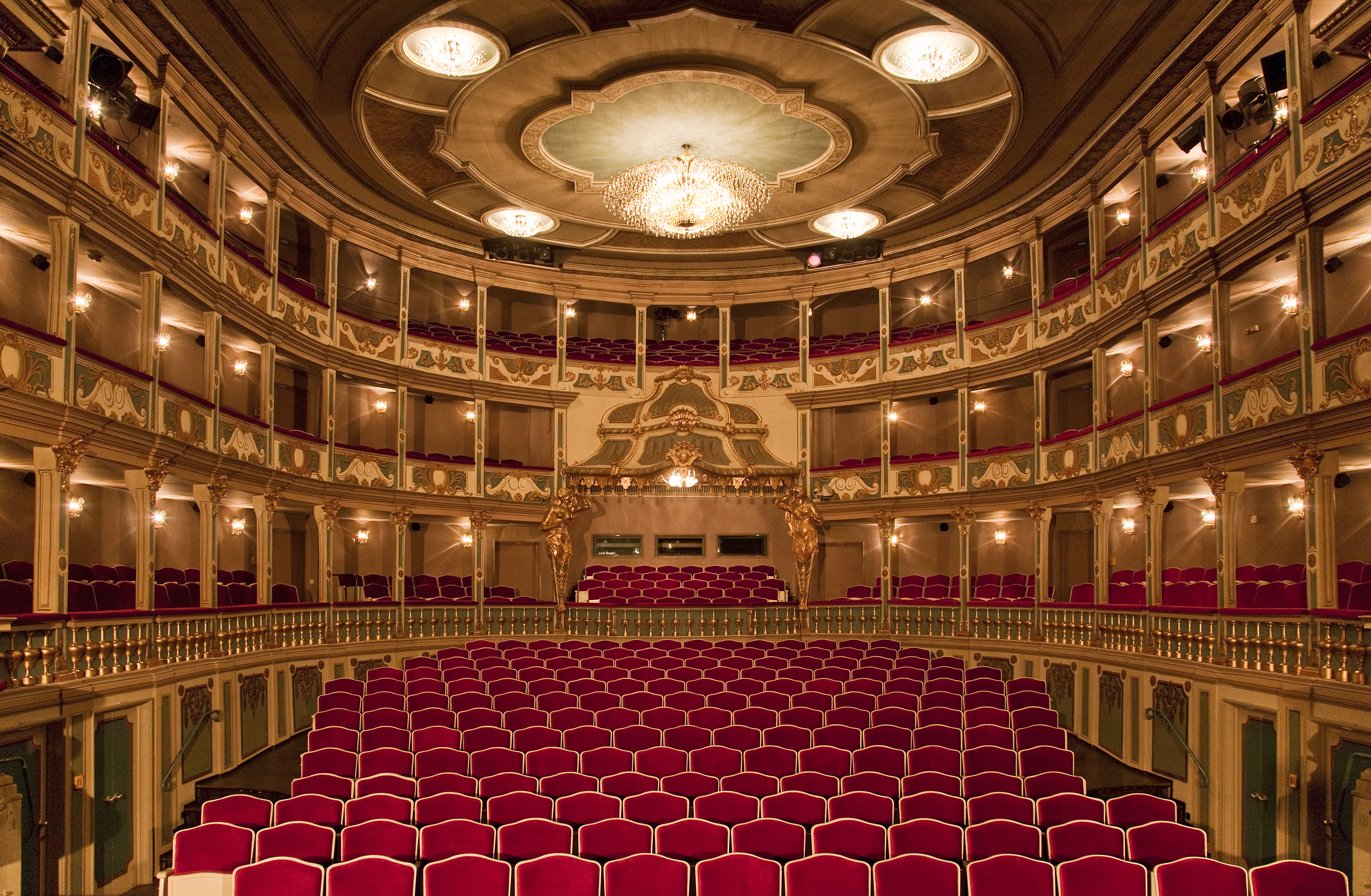
Erlanger Markgrafentheater, Gasparis Umbau im Rokokostil 1743/1744 (ursprünglich errichtet 1719)

## Familie
Der Theatermann und gebürtige Venezianer Giovanni Paolo Gaspari gehört mit seinem jüngeren Bruder Pietro (1720–1785) zur zweiten Generation einer italienischen Architekten- bzw. Theaterfamilie, deren bisherige Geschichte mit Giovannis Sohn Cirillo Jacomo de Gaspari (1756–1807) endet. Schon der Vater Antonio Gaspari (1670–1730) verdient in der Kunstgeschichte Beachtung als Architekt und Vedutenmaler; bei ihm lernte der Sohn sein „handwerkliches und stilistisches“ Fundament.

## Bayreuth und Erlangen
Im Frühjahr 1738 kam der junge Giovanni Paolo Gaspari an den Bayreuther Hof des Markgrafenpaares Friedrich und Wilhelmine und war von da an wohl bis nach 1744 für die Opernausstattungen des fürstlichen Hofes tätig sowie beim Bau des Theaters im Bayreuther Redoutenhaus 1739 (nicht erhalten) und Umbau des Erlanger Markgrafentheaters. Letzteres ist heute das älteste noch bespielte Rokokotheater Bayerns. In den Akten des Staatsarchivs Bamberg ist Gaspari in den fürstlichen Schatullrechnungen ab dem 3. Quartal 1738 auszumachen, sowie in den Bayreuther Hofkalendern, die es seit 1739 gibt. Die Verbindung zu Gaspari soll, so schreibt die Markgräfin ihrem Bruder Kronprinz Friedrich in Berlin, über den in Venedig ansässigen Graf von der Schulenburg zustande gekommen sein. Der venezianische Theaterkünstler Gaspari kam etwa gleichzeitig wie der junge thüringische Maler (ab 1739 Hof- und Cabinettmaler) Wilhelm Ernst Wunder nach Bayreuth. Bereits im Jahr 1740 ist der berühmte Kastrat Giovanni Carestini im Bayreuther Hofkalender unter den Vocalisten angegeben, was als Anerkennung für ein florierendes Opernleben unter Markgräfin Wilhelmine zu bewerten ist. Schon bei den ersten Opern, die Markgräfin Wilhelmine ab 1737/1738 in der Nebenresidenz Erlangen im dortigen Opernhaus aus der Zeit des Georg Wilhelm als Intendantin in Angriff nahm, war Gaspari der Dekorateur u. a. bei der Oper „Dido“ von Giuseppe Antonio Paganelli. Danach begann der Bau der neuen Bühne im Bayreuther Redoutenhaus, für deren Einweihung Markgräfin Wilhelmine die Oper („Tragedia“) Argenore komponierte. Er steht zwar nicht namentlich im zugehörigen Libretto, aber es können nur seine, Gasparis, Bühnenbilder gewesen sein, die ohne „Kulissen, Soffitten und Prospekt“ der von ihm gebauten Bühne für die im Libretto beschriebenen Szenen nicht möglich gewesen wären. Nach den Regieanweisungen ist auf eine gut ausgebaute Theatertechnik dieses heute nicht mehr erhaltenen (Gaspari-)Theaters zu schließen. In Erlangen wiederum baute Gaspari ab 1743 das Theater des Markgrafen Georg Wilhelm aus dem Jahr 1719 (1715?) zum heute noch erhaltenen Erlanger Rokoko-Markgrafentheater um. Dieser Umbau wurde 1744 mit der Oper „Sirace“ mit Gasparis Bühnenbildern und gleichzeitig die Verlobung der Bayreuther Prinzessin Elisabeth Friederike Sophie mit Herzog Carl Eugen von Württemberg gefeiert. Nölle weist eine getuschte Federzeichnung Gasparis (ohne Signatur) dieser Oper zu, offenbar das einzige überlieferte Szenenbild zu dieser Oper: 1. Akt, 13. Szene „Ein Gefängnis in der Königlichen Burg“. Für Wilhelmines Bayreuther Oper Argenore (1740) hat sich kein Bild erhalten, es ist auch wahrscheinlich, dass Argenore wegen der gleichzeitigen tödlichen Krankheit ihres Vaters Friedrich Wilhelms II. nicht aufgeführt wurde.

## Köln und Bonn
Dass ihm – Gaspari – nach seiner gut siebenjährigen Anstellung zwei Theaterkünstler der Familie Galli da Bibiena für den Bau des Markgräflichen Opernhauses in Bayreuth – 2012 zum Weltkulturerbe gekürt – vorgezogen wurden, beschreibt Eckehart Nölle. Der Grund ist unbekannt. Für die folgende Zeit bis 1749, dem Jahr von Gasparis Anstellung in München, gibt es fast keine Quellen. Drei Theaterentwürfe Gasparis für den Kunst-begeisterten Kölner Erzbischof Clemens August, belegen aber, dass er für diesen, einen Wittelsbacher, arbeitete. Auch trug Gaspari den Titel „Kölnisch Truchsess“. Dass Gaspari für Clemens August das (heute nicht mehr erhaltene) in diesen Jahren entstandene Bonner Hoftheater erbaute, ist zwar nirgends belegt, wird aber von Nölle anhand zweier Darstellungen des Bonner Hofmalers François Rousseau argumentativ verdeutlicht.

## München
In München, seiner wichtigsten und längsten Station, lautete Gasparis offizieller Titel Churfürstlich Bayerischer theatralmaler und Architect. Bayerischer Kurfürst (ab 1745) war Maximilian III. Joseph, ein Neffe von Clemens August. Unter ihm stattete G. P. Gaspari ein viertel Jahrhundert lang eine Vielzahl von Opern von Bernasconi, Ferrandini, Galuppi u. a. aus. Dazu gehörten gegen Ende Glucks Orfeo ed Euridice (1773) und  Mozarts La finta giardiniera (1775). Wie Nölles Dissertation zeigt, sind aus der Münchener Zeit mehrere Theaterzeichnungen erhalten: Sehr gute, teils bunte Reproduktionen von G. P. Gasparis Münchener Theater-Arbeiten enthält auch der Katalogband Macht der Gefühle. 350 Jahre Oper in München. S. 302–307. Sein jüngerer Bruder Pietro Gaspari schuf eine Portraitzeichnung von ihm, die seine Lebensdaten samt Münchner Titel überliefert und im Stadtmuseum München aufbewahrt wird. Als Bühnenarchitekt gab Gaspari dem St.-Georg-Saal der Münchner Residenz, der bis zum Brand 1750 als Theatersaal diente, sein letztes Aussehen und erbaute den Bühnentrakt des nach dem Brand neu errichteten berühmten Cuvilliés-Theaters. Mit seinen beiden Kollegen der Familie Cuvilliès gab es während der zweieinhalb Jahre Bauzeit stilistische Meinungsverschiedenheiten und Streit. Seine „Domäne“, die Bühnentechnik und -dekoration wusste Gaspari selbstbewusst durchzusetzen.

### Würdigung
Der Theatermaler Giovanni Gaspari hatte erstmals bei Markgräfin Wilhelmine die Theater-Stilistik der Familie Bibiena kennengelernt und sich damit auseinandergesetzt.

„Als Bühnenbildner gelang ihm in München die Umformung des spätbarocken Dekorationsstiles der Bibiena zu einer frühklassizistischen Spielraumgestaltung. In beispielhafter Weise verband er die Errungenschaften der bibienesken Diagonalperspektive mit seiner Absicht, geschlossene, verhältnismäßig flache Szenen zu bauen, in denen der Darsteller nicht mehr von dem Pomp der Dekorationen erdrückt und an seiner Entfaltung gehindert wurde. In dieser Hinsicht ist sein Werk exemplarisch in der Geschichte der Szenenkunst.“